# Київський національний лінгвістичний університет
Ки́ївський націона́льний лінгвісти́чний університе́т (КНЛУ) — вищий навчальний заклад України. Засновано 30 березня 1948 року як Київський державний педагогічний інститут іноземних мов. Розташований у Києві, у Печерському районі. Має статус автономного навчального закладу.

## Історія
Київський національний лінгвістичний університет є правонаступником Київського державного педагогічного інституту іноземних мов, заснованого наказом Міністерства освіти УРСР № 524/69 від 30 березня 1948 року.
Постановою Кабінету Міністрів України від 29 серпня 1994 року № 592 Київський державний педагогічний інститут іноземних мов був перейменований на Київський державний лінгвістичний університет.
Враховуючи загальнодержавне і міжнародне визнання результатів діяльності та вагомий внесок у розвиток національної освіти і науки, Указом Президента України від 7 серпня 2001 року № 591/2001 Київському державному лінгвістичному університету надано статус національного. За 60 років свого існування Київський національний лінгвістичний університет пройшов шлях, що був позначений досягненнями в багатьох галузях іноземної філології.
У 1948/1949 навчальному році на перший курс трьох факультетів (англійської, французької та іспанської мов) Київського державного педагогічного інституту іноземних мов було зараховано 238 студентів, з якими працювало 19 штатних викладачів та 11 сумісників. У 1953 році відкрито факультет німецької мови, у 1977-му — факультет російської мови для іноземних громадян, у 1983-му — підготовчий факультет для іноземних громадян. У 1962 році відкрито аспірантуру, а в 1992-му — докторантуру.
За роки незалежності України КНЛУ доклав значних зусиль щодо практичної реалізації важливого державного завдання — підготовки висококваліфікованих фахівців з іноземних мов (викладачів та перекладачів) для забезпечення потреб не тільки України, але і багатьох країн світу. Порівняно з 1990 роком контингент студентів збільшився удвічі (з 3224 студентів у 1990 році до майже 6000 студентів у 2012 році, з яких понад 400 — іноземні громадяни). За останнє десятиріччя в університеті відкрито економіко-правовий факультет, факультети перекладачів, сходознавства, а також 10 нових спеціалізованих кафедр.
Університет є засновником Української філії Міжнародної асоціації викладачів англійської мови як іноземної, підтримує плідні контакти з освітньо-культурними представництвами зарубіжних країн в Україні (Американський Дім, Британська рада, Інститут Ґете, Французький культурний центр, Японський культурний центр). З 1993 року в університеті функціонує перша в Україні кафедра ЮНЕСКО.

## Кампуси і корпуси
КНЛУ має три навчальні корпуси, чотири студентські гуртожитки, комп'ютеризовану бібліотеку з фондом літератури у понад 1 мільйон примірників, 10 комп'ютерних класів на 300 робочих місць, сучасний спортивний комплекс, студентську їдальню та буфети.

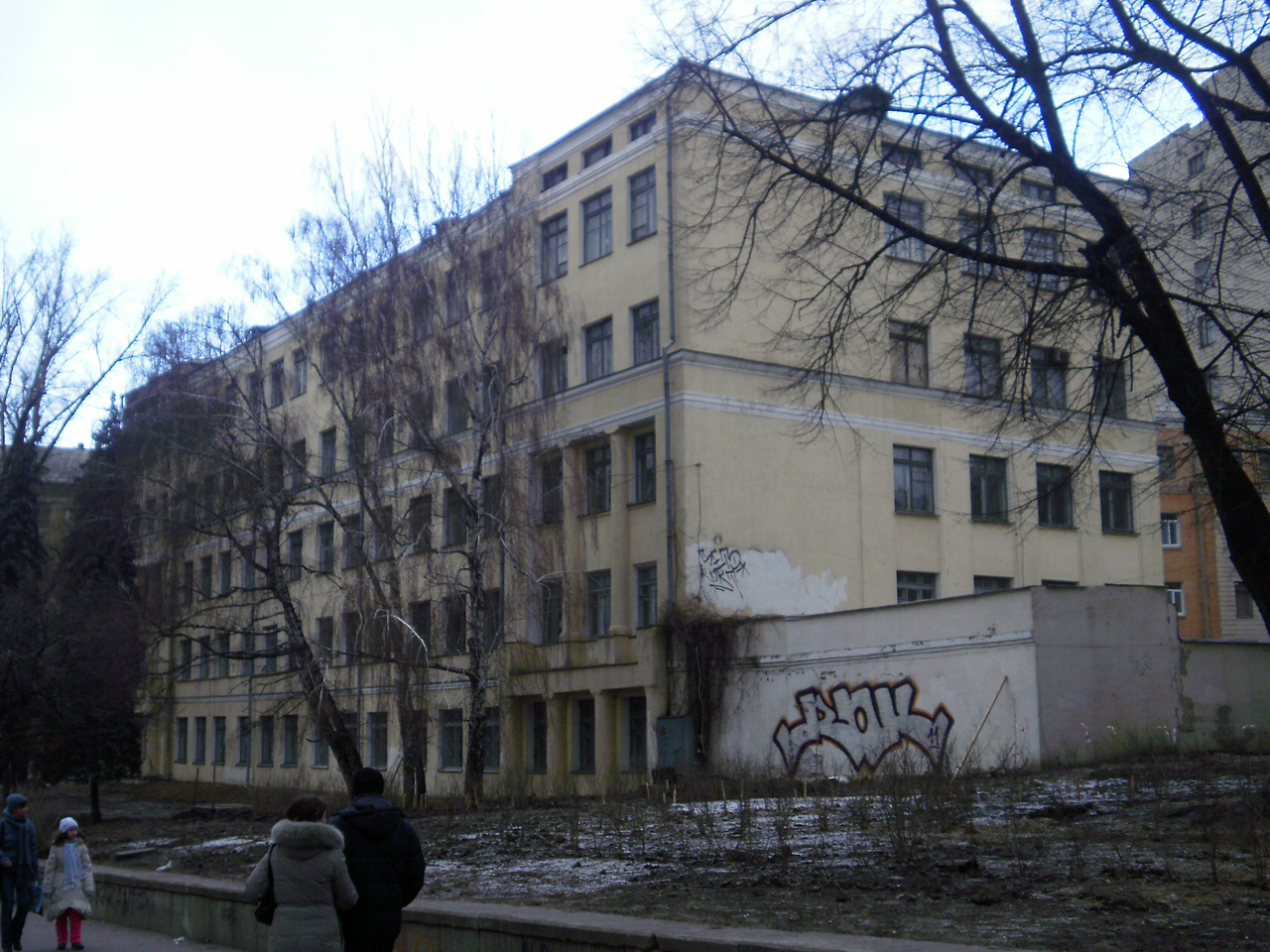
1-й корпус, фасад по вулиці Великій Васильківській
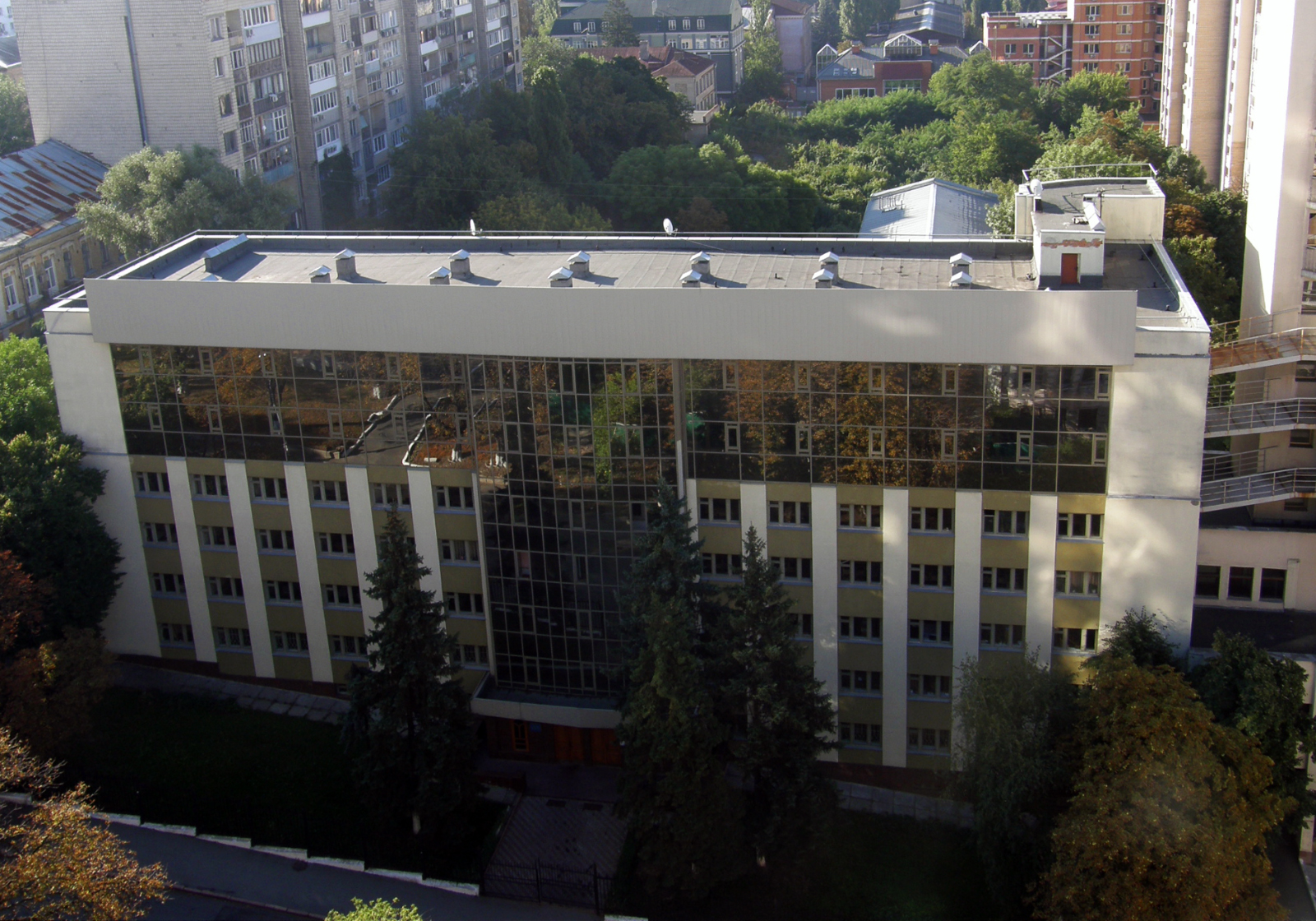
2-й корпус, вулиця Лабораторна
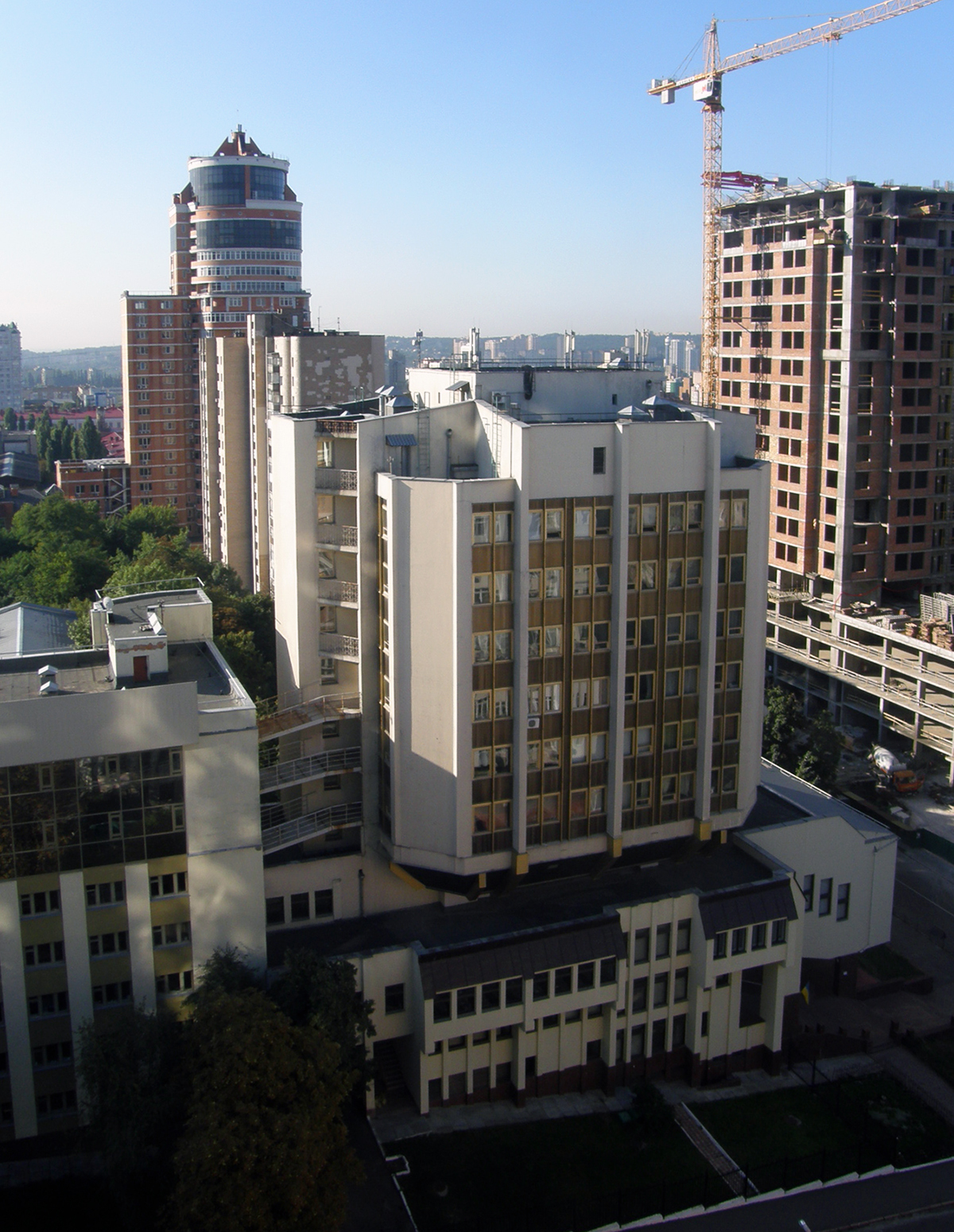
3-й корпус, вулиця Лабораторна

## Підготовка фахівців
З 12 вересня 1994 року згідно з Постановою № 592 Кабінету Міністрів України Київський національний лінгвістичний університет внесено до реєстру закладів освіти України з наданням ліцензії на право здійснення освітньої діяльності за III—IV рівнями акредитації. КНЛУ має право готувати фахівців за освітньо-кваліфікаційними рівнями:
бакалавр, спеціаліст, магістр
із спеціальностей:
- «Мова та література» (англійська, німецька, французька, іспанська, російська, китайська, японська, польська, фінська, угорська, чеська, нідерландська мови)
- «Українська мова та література»
- «Психологія» (з поглибленим вивченням англійської та німецької мов)
- «Переклад» (англійська, грецька, німецька, французька, італійська, іспанська, російська, китайська, японська, корейська, арабська, турецька, перська, в'єтнамська мови)
- «Менеджмент організацій» (зі знанням двох іноземних мов)
- «Правознавство» (зі знанням двох іноземних мов)
- «Прикладна лінгвістика»
- «Туризм».

## Структура КНЛУ
З березня 2011 р. у КНЛУ функціонує 7 факультетів. До реорганізації до його складу входили 2 інститути, 10 факультетів, 35 кафедр.
У КНЛУ працюють понад 680 штатних викладачів, з них: 54 доктори наук, професори, 311 кандидатів наук, доцентів.
12 викладачів є академіками і членами-кореспондентами галузевих академій України. 14 викладачам надані почесні звання «Заслужений працівник освіти України» та «Заслужений діяч науки і техніки України», 2 відзначені Державними преміями.
КНЛУ має 3 навчальні корпуси, 4 студентські гуртожитки, комп'ютеризовану бібліотеку із фондом літератури понад 1 мільйон примірників, 30 комп'ютерних класів на 450 робочих місць, спортивний комплекс, студентську їдальню та буфети.
У КНЛУ відкрився центр угорської мови, а в найближчі роки в Київському національному лінгвістичному університеті планується підготовка фахівців з тайської, індонезійської, словацької, естонської та польської мов. Найближчим часом в університеті планується поглибити вивчення китайської мови. Посол Китайської Народної Республіки в Україні «запропонував відкрити філіал Інституту Конфуція».
Головними завданнями вишу на найближчу перспективу є зміцнення матеріально-технічної бази, зокрема, забезпечення університету сучасними телекомунікаційними та інформаційними технологіями, створення центрів країн, мова яких вивчається в університеті, модернізація бібліотеки, зокрема її комп'ютеризація.
З 1993 року в університеті функціонує економічно-правовий факультет. З 2015 року деканом факультету сумнівними засобами стала Романенко Ольга Олександрівна, що не мала досвіду ані роботи, ані викладання, після захисту кандидатської роботи, наукова цінність якої, однак, не доведена.
1 липня 2022 року в університеті відбулася реорганізація факультетів. Їх кількість зменшилася до 5. Очевидною метою цих дій було заснування окремого факультету для майбутніх педагогів. До цього моменту навчання за спеціальність «Середня освіта» відбувалася на факультетах германської та романської філології.

### Інститути
- Інститут східних мов
- Економіко-правовий інститут: Спеціальність «Менеджмент», Спеціальність «Правознавство», Спеціальність «Маркетинг».

### Факультети
- Факультет германської філології і перекладу
- Факультет романської філології і перекладу
- Педагогічний факультет романо-германської та української філології
- Факультет східної і слов'янської філології
- Факультет туризму, бізнесу і психології

### Відділи
- Бібліотека
- Відділ науково-дослідної роботи (аспірантура та докторантура)
- Відділ міжнародних зв'язків
- Відділ навчально-виховної роботи
- Видавництво Університету
- Музей Університету
- Центр культури і мистецтв

## Ректори
- Дєдов Петро Терентійович, червень 1948 р. — серпень 1948 р.
- Лавров Федір Іванович, серпень 1948 р. — квітень 1949 р.
- Желяк Євген Несторович, квітень 1949 р. — вересень 1952 р.
- Смішко Павло Гнатович, вересень 1952 р. — лютий 1964 р.
- Романовський Олексій Корнійович, лютий 1964 р. — червень 1970 р.;
- Почепцов Георгій Георгійович, червень 1970 р. — листопад 1971 р.
- Коваленко Василь Єгорович, листопад 1971 р. — квітень 1975 р.
- Лебедєва Віра Олександрівна, квітень 1976 р. — липень 1977 р.
- Романовський Олексій Корнійович, липень 1977 р. — грудень 1988 р.
- Артемчук Галік Ісакович, грудень 1988 р. — червень 2009 р.
- Васько Роман Володимирович, квітень 2010 р. — і дотепер

## Викладачі
- Воробйова Ольга Петрівна (нар. 1952) — мовознавиця, доктор філологічних наук, завідувачка кафедри лексикології та стилістики англійської мови (1994—2020).
- Іщенко Ніна Григорівна (1937—2020) — філолог, мовознавиця, доктор філологічних наук, завідувачка кафедри німецької філології (1987—2008).
- Погребенник Ярослава Михайлівна (1931—2010) — літературознавиця, філолог, доцент кафедри німецької мови (1960—2010).

### Почесні доктори
- Ніколаєва Софія Юріївна — почесний доктор Університету. Відомий вчений у галузі лінгводидактики, є автором близько 150 наукових праць. Підготувала 19 кандидатів наук, одного доктора. Нагороджена орденом «За досягнення» (третього ступеня, 1998), багатьма почесними грамотами Міністерства освіти України. Надане почесне звання «Заслужений працівник народної освіти України» (1992).
- Дворжецька Маргарита Петрівна — почесний доктор Університету. Підготувала 14 кандидатів наук, є автором понад 110 науково-методичних робіт. Нагороджена Почесною грамотою Президії Верховної Ради України (1990), медаллю А. С. Макаренка (1985), дипломом Ярослава Мудрого АН ВШ України (1996); Почесними грамотами Міністерства освіти України.
- Скляренко Ніна Костянтинівна — почесний доктор університету. Підготувала 21 кандидата педагогічних наук з методики викладання іноземних мов, опублікувала близько 100 наукових праць. У 1981 р. нагороджена бронзовою медаллю Головного комітету Виставки досягнень народного господарства СРСР, у 1984 р. — медаллю Республіки В'єтнам; у 1996 р. нагороджена знаком «Відмінник освіти України», у 1998 р. — Почесною грамотою Міністерства освіти України.

## Відомі випускники

### Науковці
- Артемчук Галік Ісакович — ректор Київського національного лінгвістичного університету з 26 грудня 1988 р. до 10 червня 2009 р., професор, дійсний член АПН України, Заслужений працівник освіти України, кавалер ордена «За заслуги II і III ступенів», кавалер ордена Святого Володимира, багатьох іноземних нагород.
- Бігич Оксана Борисівна — доктор педагогічних наук, професор. Має понад 100 публікацій.
- Буніятова Ізабелла Рафаїлівна — доктор філологічних наук, професор, завідувач кафедри германської філології Київського університету імені Бориса Грінченка.
- Васько Роман Володимирович — ректор Київського національного лінгвістичного університету з квітня 2010 р. і дотепер, доктор філологічних наук, професор, заслужений працівник освіти України.
- Воробйова Ольга Петрівна — доктор філологічних наук, професор, заслужений працівник освіти, нагороджена нагрудним знаком «За наукові досягнення».
- Валігура Ольга Романівна — доктор філологічних наук, професор, має понад 90 наукових публікацій.
- Гнаткевич Юрій Васильович — кандидат педагогічних наук, завідувач кафедри іноземних мов КПІ, народний депутат України 1-ого, 5-ого і 6-ого скликань Верховної Ради України.
- Гринюк Галина Аркадіївна — кандидат педагогічних наук, професор, заслужений працівник освіти України.
- Данилич Валентина Стефанівна — доктор філологічних наук, професор. Нагороджена нагрудним знаком «Софія Русова».
- Іщенко Ніна Григорівна — доктор філологічних наук, професор.
- Рукіна Емма Петрівна — кандидат філологічних наук, професор, заслужений працівник освіти України.
- Кагановська Олена Марківна — доктор філологічних наук, професор, має понад 100 публікацій.
- Максименко Анатолій Петрович — доктор педагогічних наук, професор, має понад 50 публікацій.
- Фесенко Валентина Іванівна — доктор філологічних наук, професор. Нагороджена грамотою МОН за багаторічну сумлінну працю, особистий внесок у підготовку висококваліфікованих спеціалістів, плідну науково-педагогічну діяльність. Є автором більше сотні наукових публікацій.

### Митці
- Карпа Ірена Ігорівна — українська письменниця, співачка, журналістка.
- Кольцова Олександра — українська співачка, журналіст, композитор, поет, продюсер. Учасниця гуртів «Крихітка Цахес» (1999—2007) і «Крихітка» (з 2007).
- Курков Андрій Юрійович — український письменник, журналіст, кіносценарист.
- Лапоногов Олег — український музикант, піаніст, учасник гурту «Табула Раса».[джерело?]
- Неждана Неда — українська письменниця, драматург, арткритик.
- Рогоза Юрій Маркович — український літератор.
- Трунова Тамара Вікторівна — українська театральна режисерка, головний режисер Київського академічного театру драми і комедії на лівому березі Дніпра.
- Шостак Микола Іванович — український журналіст, поет, письменник, Заслужений журналіст України.
- Шуров Дмитро Ігорович — український музикант, піаніст, учасник гуртів «Океан Ельзи», «Esthetic Education», «Pianoбой».
- Шурова Ольга Ігорівна — українська співачка, піаністка, композитор, учасниця гурту «Pianoбой».

### Військовики
- Прокопенко Денис Геннадійович — полковник Національної гвардії України, командир Окремого загону спеціального призначення «Азов» (2017—2023), 12-ї бригади спеціального призначення «Азов» (2023-2025), 1-го корпусу НГУ «Азов». Герой України (2022).
- Яцина Євген Вікторович (1989—2015) — старший солдат Збройних сил України, учасник російсько-української війни, «Кіборг».

### Дипломати
- Капузо Сергій Георгійович (1972) — український дипломат. Генеральний консул України в Гуанчжоу, КНР.
- Саєнко Сергій Валерійович (1972) — український дипломат. Надзвичайний і Повноважний Посол України в Марокко.

## Нагороди та репутація
- Рейтинг вишів «10 найкращих ВНЗ України з гуманітарних спеціальностей 2012 р.» — 4-те місце;
- Зведений рейтинг лідерів вищої освіти, складений на основі оцінок роботодавців країни «10 найкращих ВНЗ України 2012 р.» — 8-ме місце;
- Рейтинг ВНЗ України «Компас 2012» — Юридичні спеціальності — 10-те місце.

## Галерея

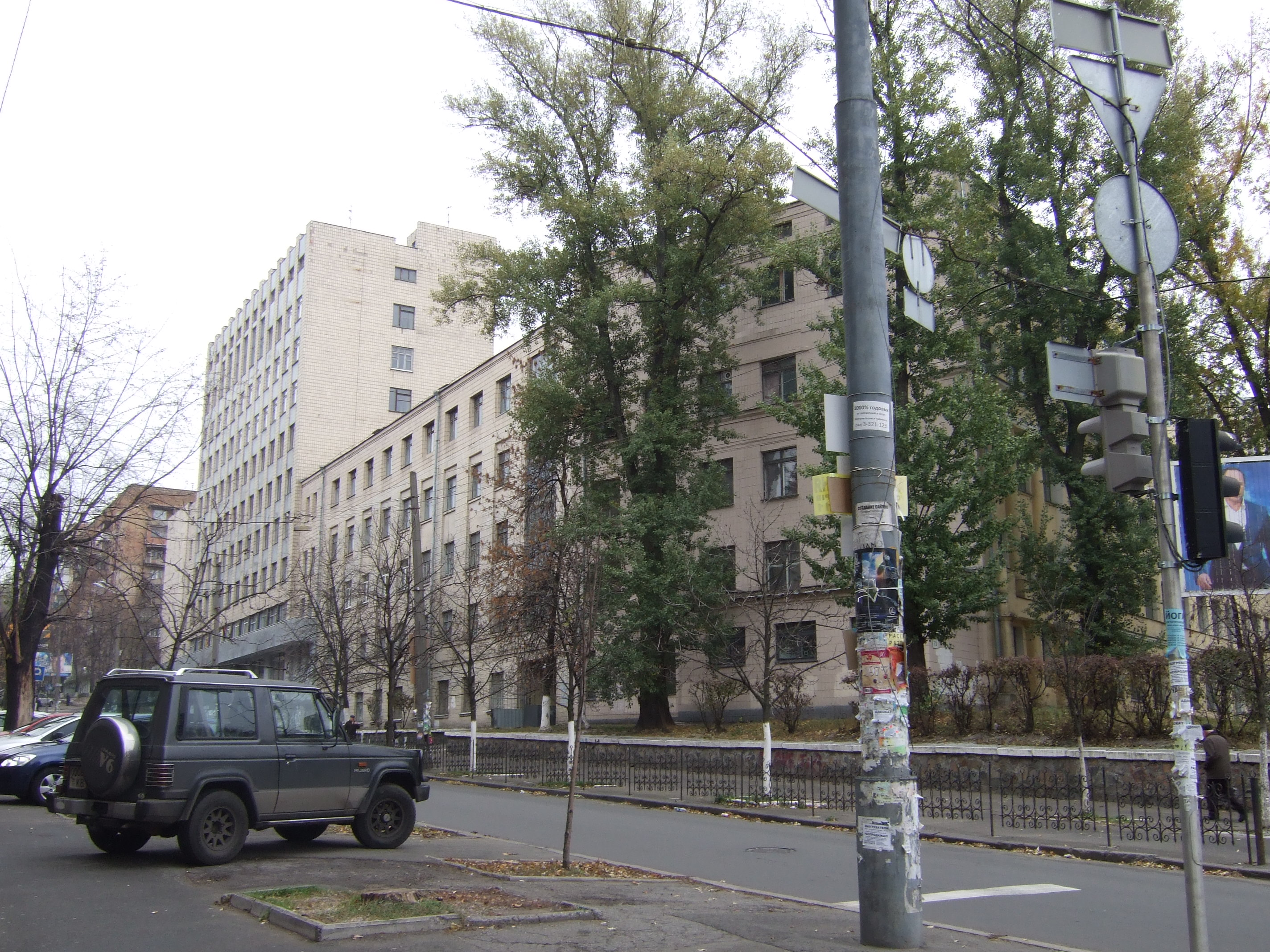
Перший корпус
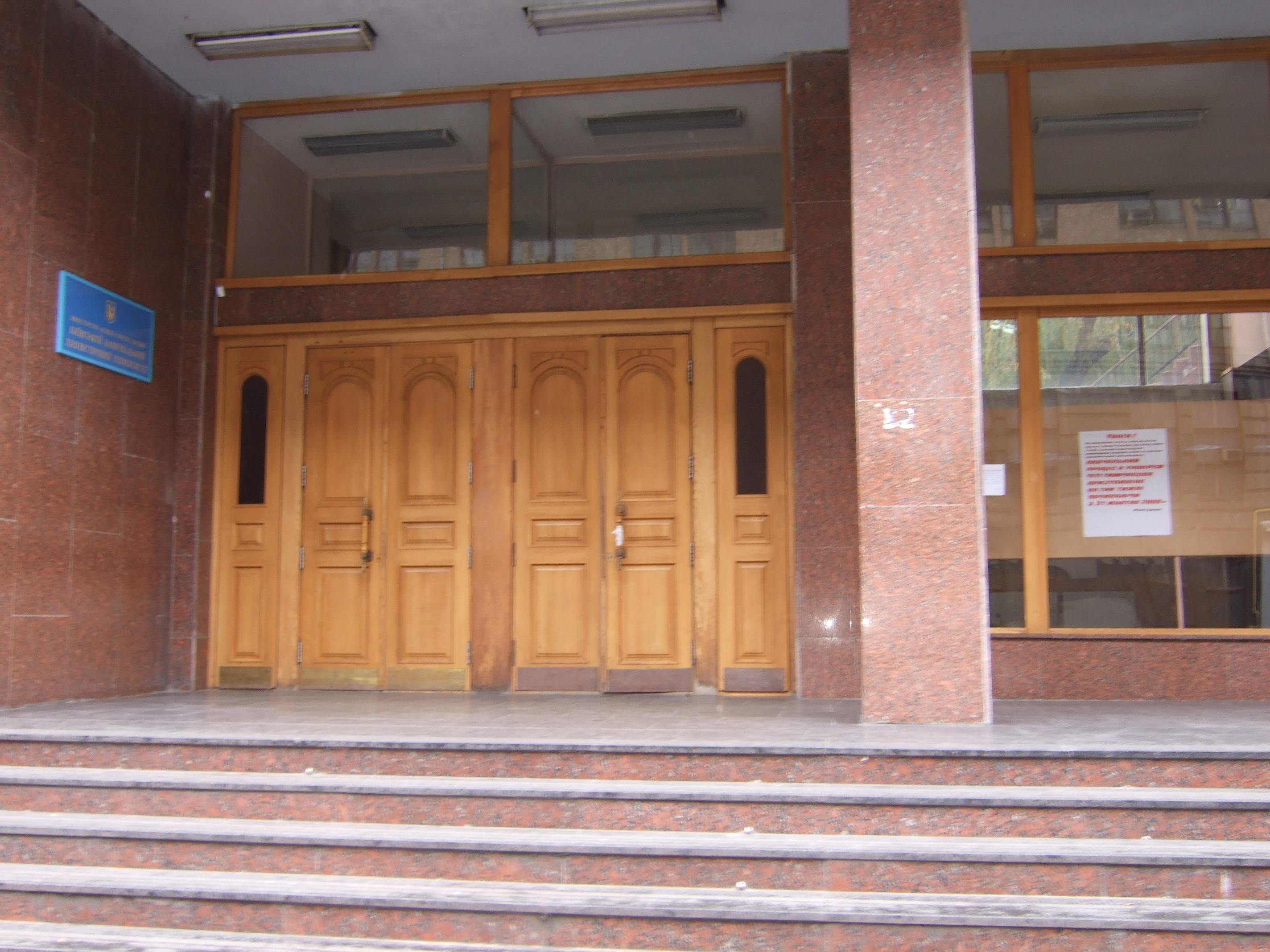
Центральний вхід
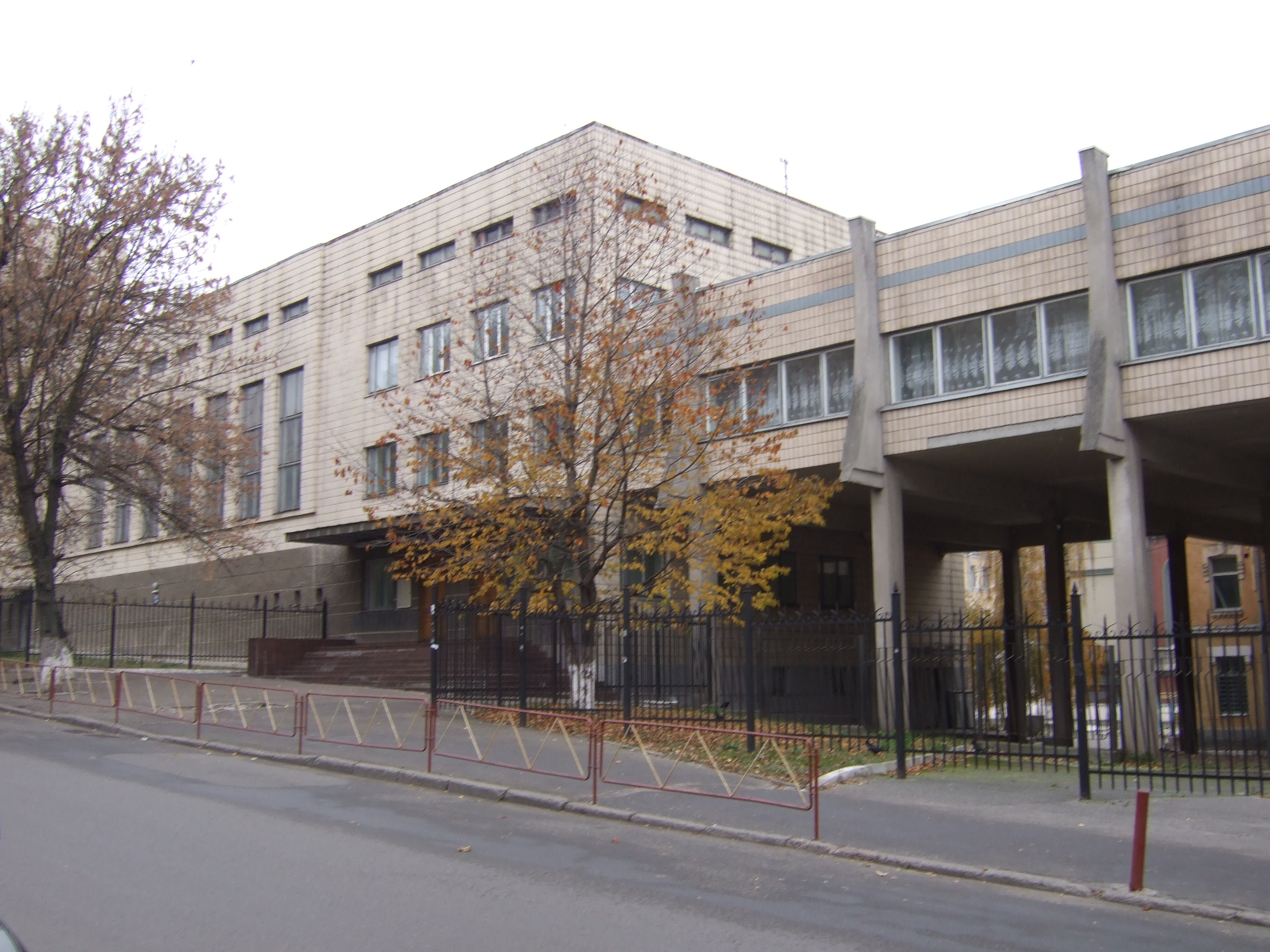
Актова зала

## «Студентський меридіан»
«Студентський меридіан» — газета Київського національного лінгвістичного університету, виходить щомісяця. Головний редактор — Таміла Модестівна Костюк. Обсяг газети — 4 шпальти. Тираж газети — 500—1000 примірників. Її можна знайти в деканатах, на кафедрах факультетів, у профкомі. Окрім того, на вебсайті КНЛУ газету читають протягом місяця ще близько 5000 осіб. «Студентський меридіан» розповсюджується безкоштовно. У листопаді — грудні 2009 «Студентський меридіан» не вийшов у друк, оскільки в. о. КНЛУ М. І. Соловей не виділив гроші, посилаючись на брак коштів в університеті. Натомість газета регулярно виходила в інтернеті, де користується широкою популярністю.[джерело?] Останній доступний електронний випуск газети — травень-червень 2013 року.